# Convention SNPD
La Convention SNPD, de son nom complet Convention internationale sur la responsabilité et l'indemnisation pour les dommages lies au transport par mer de substances nocives et potentiellement dangereuses, aussi connue comme Convention sur les substances nocives et potentiellement dangereuses par mer, est un traité international conclu le 3 mai 1996, à Londres, au Royaume-Uni, pour indemniser les dommages causés par le déversement de substances nocives et potentiellement dangereuses pendant le transport maritime,,. La Convention n’est pas entrée en vigueur faute de ratification suffisante. Dans cette situation, un Protocole voué à remplacé la Convention, a été adopté à Londres le 30 avril 2010. Le Canada, la France, l'Allemagne, la Grèce, les Pays-Bas, la Norvège et la Turquie ont signé ce Protocole mais ce denier n'est toujours pas non plus entré en vigueur, faute d'un nombre de ratification suffisant.

## Histoire
En mai 1996, l’Organisation maritime internationale a organisé une conférence internationale à Londres, au cours de laquelle les États ont adopté la Convention SNPD. La Convention est basée sur le modèle de la Convention internationale de 1992 sur la responsabilité civile pour les dommages dus à la pollution par les hydrocarbures, qui couvre les dommages dus à la pollution causés par les déversements d'hydrocarbures persistants provenant de navires-citernes. 
En 2009, la convention n’était toujours pas entrée en vigueur en raison d’un nombre insuffisant de ratifications. En 2010, une deuxième conférence internationale a adopté un protocole à la convention, connu sous le nom de Protocole SNPD 2010. Le Protocole a été conçu pour surmonter certains problèmes de mise en œuvre qui avaient découragé les États de ratifier la convention originale. 

## Champ d'application
Une SNPD est une substance, comme un produit chimique, qui pourrait menacer les humains et la vie marine et interférer avec les utilisations légitimes de la mer, si elle était déversée dans la mer. Les SNPD sont considérées comme des marchandises dangereuses. En vertu de la Convention, le pétrole brut n’est pas inclus. La nature dangereuse ou nocive d’une substance est déterminée par son inclusion dans le nombre de conventions et de codes de l’Organisation maritime internationale élaborés pour protéger la sécurité maritime et l’environnement. Par exemple, les substances répertoriées dans le Code maritime international des marchandises dangereuses sont considérées comme des SNPD. Les listes et codes comprennent plusieurs milliers de substances. De nombreuses substances sont couvertes par plus d’une catégorie,.
- Huiles, telles que définies dans la règle 1 de l'annexe I de MARPOL 73/78 (transportées en vrac)
- Substances liquides nocives, telles que définies dans la règle 1.10 de l'annexe II de MARPOL 73/78. En outre, les substances provisoirement classées dans la catégorie de pollution X, Y ou Z et énumérées dans les circulaires MEPC 2 pour les substances soumises à des accords tripartites (transportées en vrac)[12]
- Substances liquides dangereuses répertoriées au chapitre 17 du Code IBC (transportées en vrac)[13]
- Substances, matériaux et articles dangereux, nocifs et potentiellement dangereux couverts par le Code IMDG, en vigueur en 1996 (transportés en colis)
- Gaz liquéfiés tels qu'énumérés au chapitre 19 du Code IGC[14]
- Substances liquides dont le point d'éclair ne dépasse pas 60°C (transportées en vrac)
- Matériaux solides en vrac présentant des risques chimiques couverts par le Code IMSBC[15]. Ces substances sont également soumises aux dispositions du Code IMDG en vigueur en 1996 (transportées en colis)

La Convention distingue également les substances selon qu’elles sont transportées en vrac ou sous forme emballée. Les SNPD en vrac comprennent des solides et des liquides, tels que des huiles et des gaz liquéfiés. Les SNPD emballés comprennent des matières et des articles dangereux, nocifs et potentiellement dangereux sous forme emballée, qui relèvent du Code maritime international des marchandises dangereuses. 
Une base de données en ligne gratuite des substances dangereuses et nocives est disponible pour vérifier si une substance est considérée comme dangereuse ou nocive. La base de données fournit également des informations sur les critères de classification,.

## Mécanisme de réparation
La Convention SNPD établit un système d’indemnisation à deux niveaux en cas d’accidents en mer impliquant des substances nocives et potentiellement dangereuses. Le premier niveau sera couvert par l’assurance obligatoire du propriétaire du navire. L'armateur pourra limiter sa responsabilité financière à un montant compris entre 10 et 100 millions de DTS (droits de tirage spéciaux, monnaie du Fonds monétaire international). Le montant dépend du tonnage brut du navire impliqué dans l’incident. Si des dommages sont causés par des SNPD transportés en colis, la responsabilité maximale du propriétaire du navire est de 115 millions de DTS.
Dans les cas où l’assurance est insuffisante, un deuxième niveau d’indemnisation sera versé à partir du fonds SNPD. Le deuxième niveau d’indemnisation s’élèvera à un maximum de 250 millions de DTS. Cela comprend tout montant payé par le propriétaire et son assureur. Les entreprises qui importent des substances dangereuses et nocives dans les États membres de la convention seront tenues de contribuer à ce fonds. Les contributions seront basées sur la quantité de substances que les entreprises reçoivent chaque année.
Types de dommages couverts: 
- Perte de vie ou blessure corporelle ;
- Perte ou dommage aux biens situés à l'extérieur du navire ;
- Perte ou dommage causé par la contamination de l'environnement ;
- Coûts des mesures préventives.